# Tribulation (band)
Tribulation es un grupo de heavy metal de Arvika, Suecia formada en el año 2005. A principios del año 2009, el grupo lanzó su álbum de estudio de debut The Horror. Su segundo álbum de estudio titulado The Formulas of Death se publicó en el año 2013. En el año 2015,  lanzaron su tercer álbum de estudio, titulado Children of the Night qué muestra una separación del sonido death metal de sus primeros dos álbumes, inspirándose en gran medida en el heavy metal tradicional, black metal, psychedelic rock, gothic rock, así como en el ocultismo y la mitología sobrenatural.

## Miembros
Miembros actuales
- Johannes Andersson - Voz y Bajo (2005 - Actualidad)
- Adam Zaars - Guitarra (2005 - Actualidad)
- Oscar Leander - Batería (2017 - Actualidad)
- Joseph Tholl - Guitarra (2020 - Actualidad)

Miembros pasados
- Jonathan Hultén  - Guitarra (2005 - 2020)
- Jakob Johansson - Guitarra (2005 - 2012)
- Olof Wikstrand - Voz y Bajo (2005)
- Jimmie Frödin - Batería (2005)
- Jakob Ljungberg - Batería (2012–2017)

Tribulation live at Party.San 2016
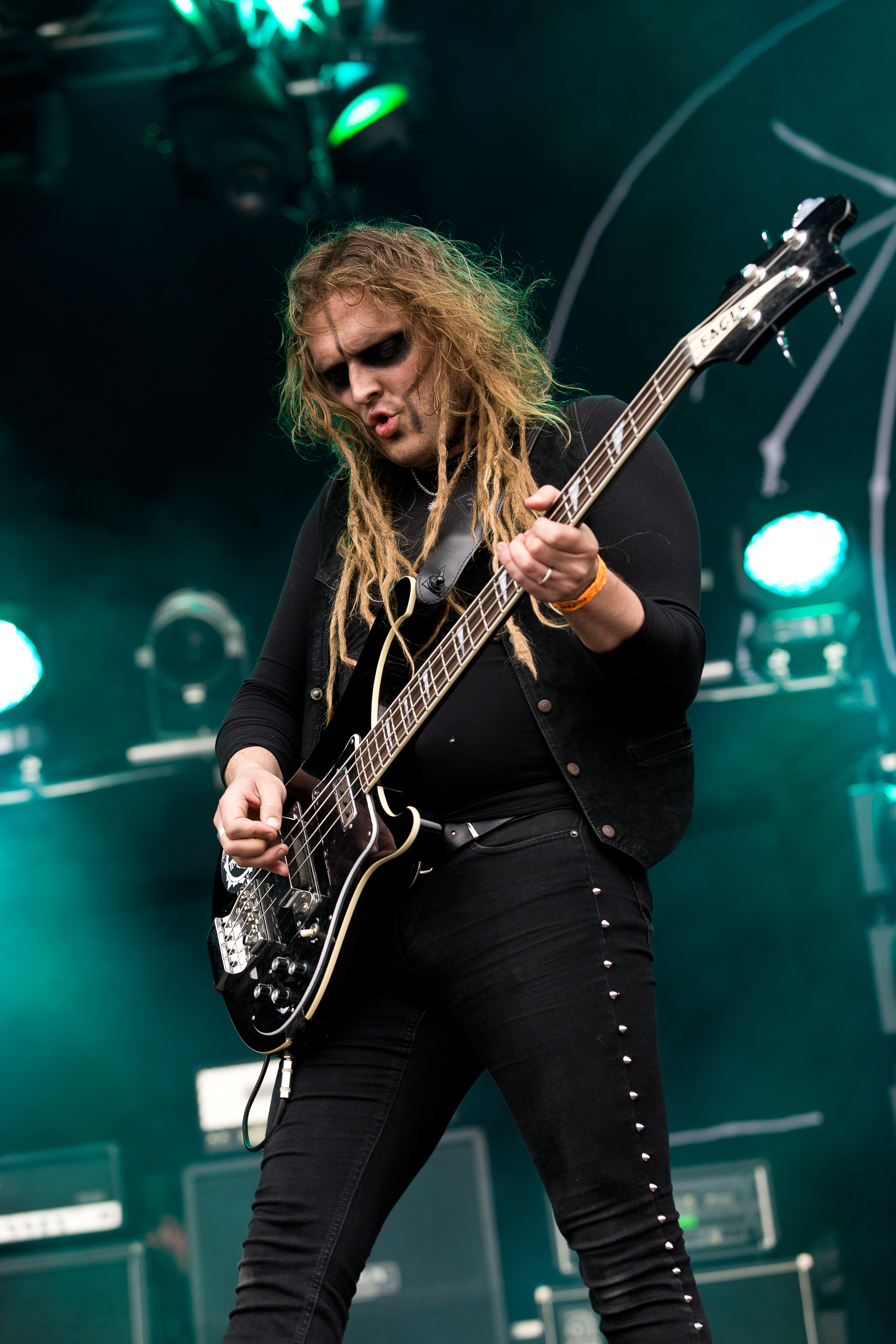
Johannes Andersson
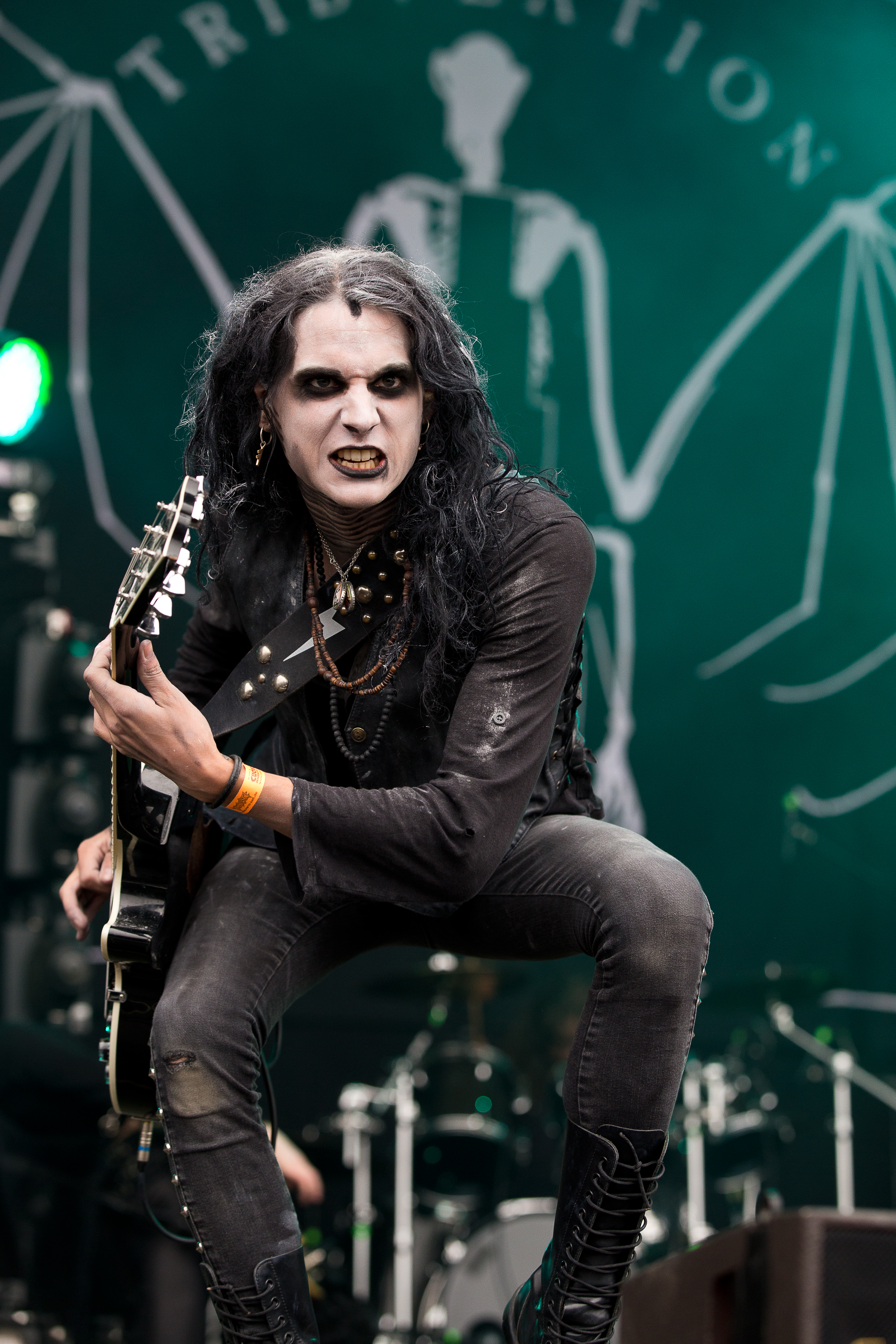
Adam Zaars
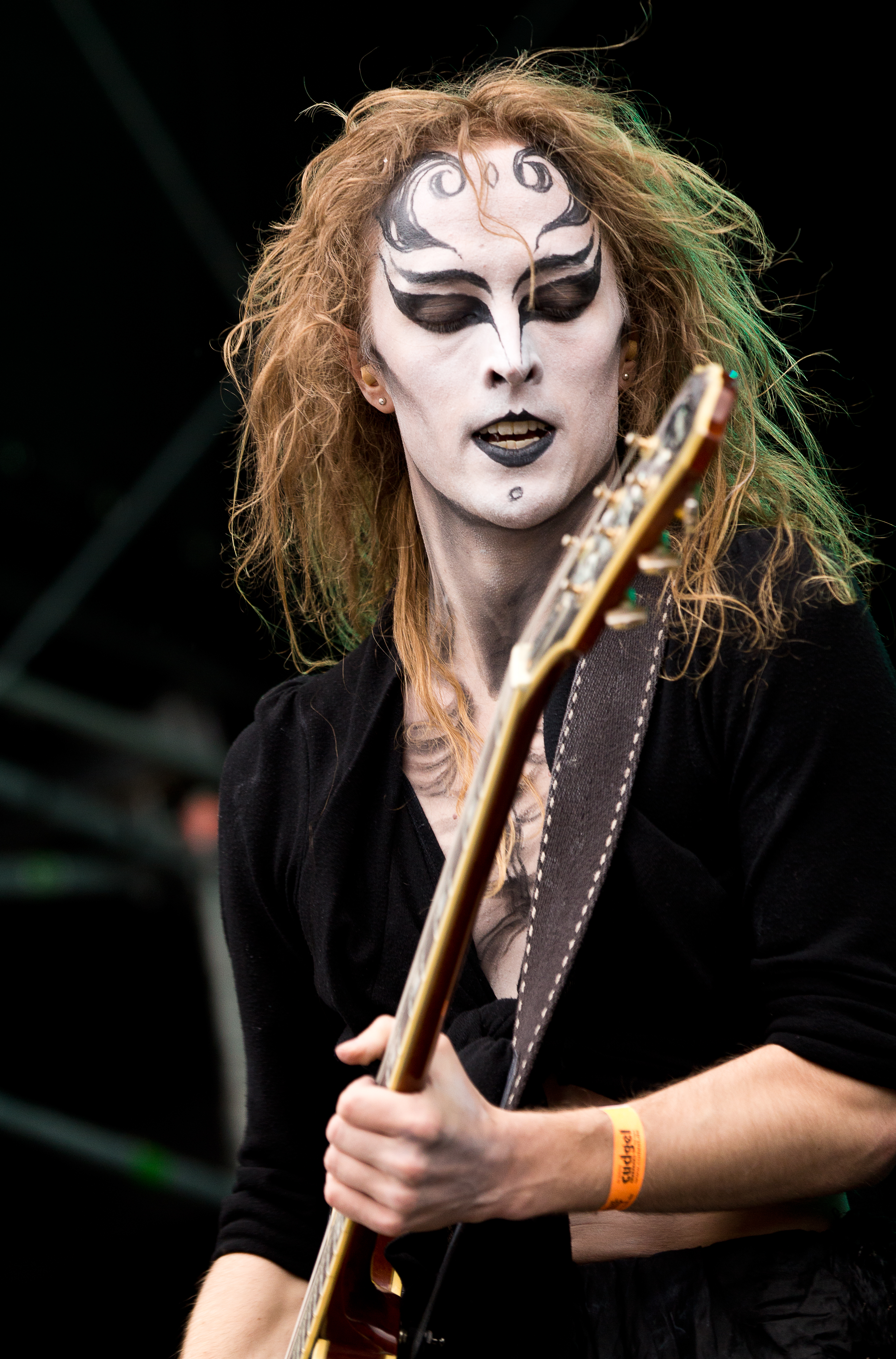
Jonathan Hultén
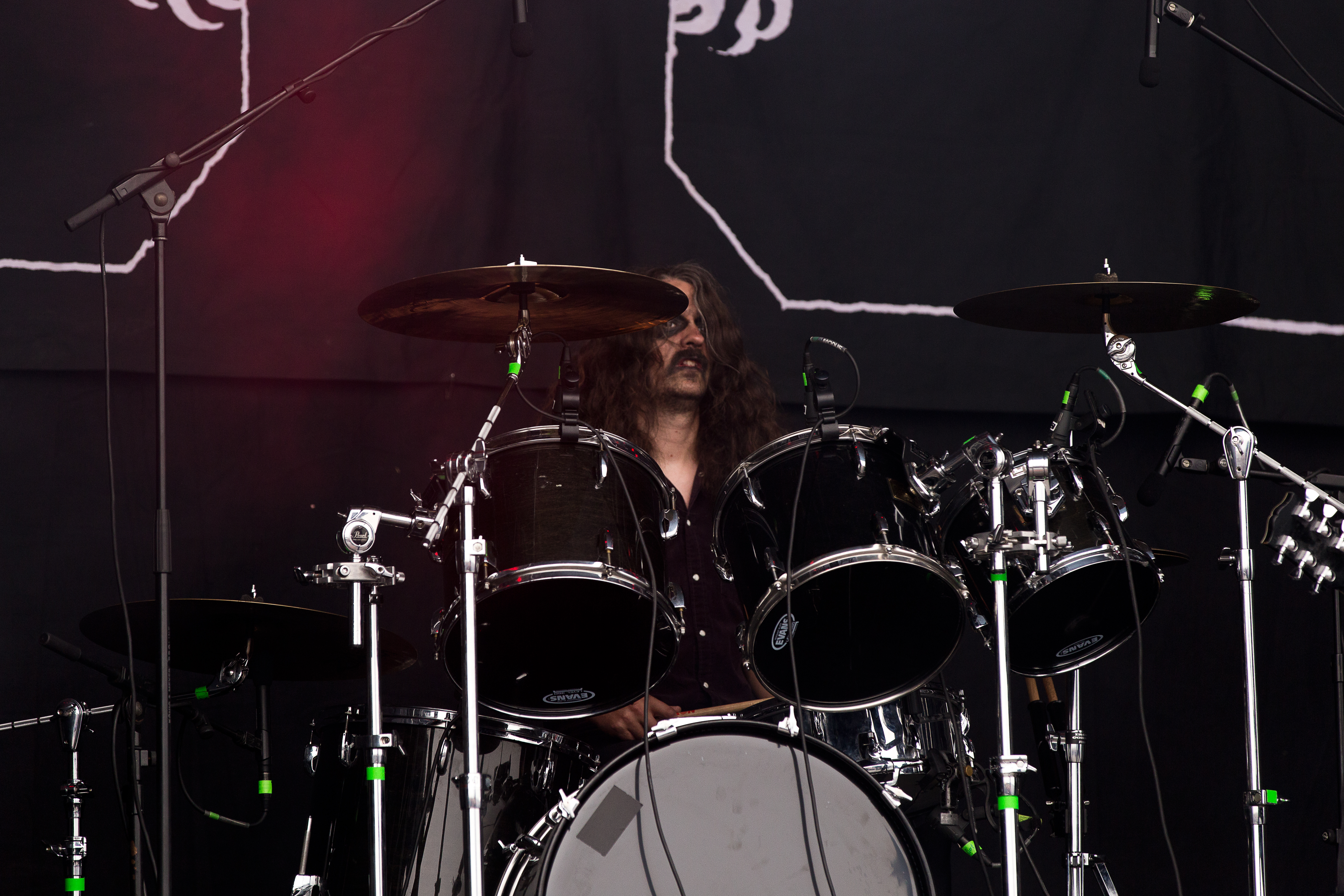
Jakob Ljungberg

## Discografía

### Álbumes de estudio
- The Horror (2009)
- The Formulas of Death (2013)
- The Children of the Night (2015)
- Down Below  (2018)
- Where the Gloom Becomes Sound (2021)
- Sub Rosa In Æternum (2024)

### EPs
- Melancholia (2016)
- Lady Death (2017)

### Álbumes en directo
- Alive & Dead at Södra Teatern (2019)